# Fülesd
Fülesd es un pueblo ubicado en el distrito de Fehérgyarmat, en el condado de Szabolcs-Szatmár-Bereg, Hungría.

## Superficie
Posee una superficie de 15,05 kilómetros cuadrados.

## Demografía
Hasta 2019 la población era de 458 habitantes, con una densidad de población de 30,43 habitantes por kilómetro cuadrado.